# ピエール・デプロージュ
ピエール・デプロージュ (Pierre Desproges, 1939年5月9日 - 1988年4月18日) は、ブラックユーモア、アンチコンフォーミズム（反体制順応主義、反体制）、不条理のユーモア（ナンセンス文学およびカミュ、カフカ等の不条理の文学における「ナンセンス」）で知られるフランスのユーモリストである。公演のほか、テレビ・ラジオ番組にも多数出演し、一世を風靡した。
文学的センスに溢れた辛辣なユーモアで、社会の既成概念を打ち破るために、当時の他のユーモリストが避けたがるテーマも敢えて取り上げている。「何もかも笑い飛ばしていいが、誰彼なく笑いの種にしていいわけではない」という彼の言葉は、彼のユーモリストとしての姿勢を最もよく表している。
日刊紙『ロロール (L'Aurore; あけぼの)』の記者であった彼はテレビ局TF1のジャック・マルタン (Jacques Martin) の風刺テレビ番組「チクリ屋 (Le Petit Rapporteur)」でデビューし、ラジオ番組では特に「フランス・アンテル (France Inter)」の「公然たるたわごとの裁判 (Tribunal des flagrants délires)」で風変わりな検察官を演じた。また、テレビ局FR3の「サイクロペード氏の必要な1分間 (La Minute nécessaire de monsieur Cyclopède)」という1分間のコント番組を担当した。

## 経歴

### 生い立ち
パリ郊外のパンタンに生まれたデプロージュは、子供時代の大半をパリで過ごした。子育ては主にパリの「プチ・ブルジョワ」出身の母親の役割。小学校教員の父親は当時、旧フランス植民地での教育に携わっていたため、デプロージュは父親と一緒にラオスのルアンパバーン郡で1年間、コートジボワールで3年間（うち、アビジャンで1年間）を過ごすことになった。
ヴァカンスはいつもシャリュ（オート＝ヴィエンヌ県、リムーザン地域圏）の祖父母の家で過ごした。彼の唯一の小説『倒れる女 (Des femmes qui tombent)』はこの小さな町にインスピレーションを得たものである。

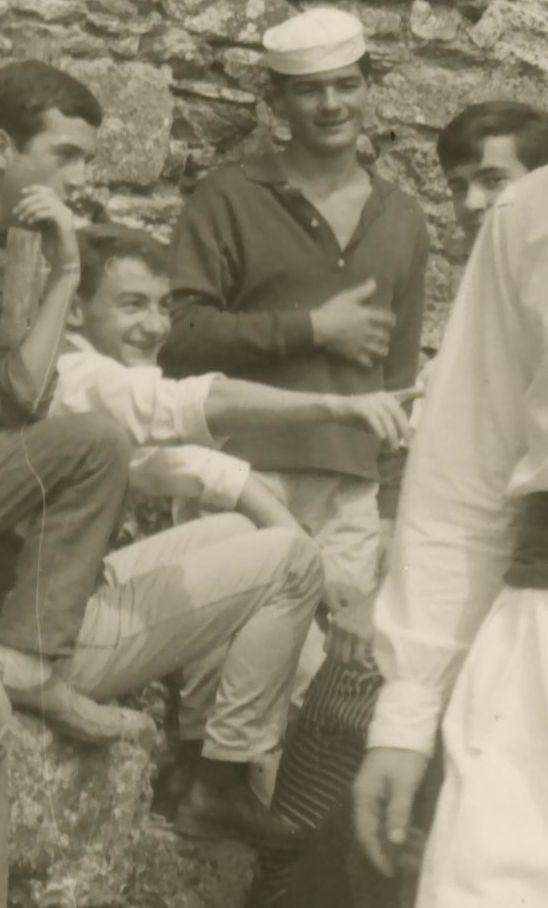
ピエール・デプロージュ (左から2番目; 1958年、シャリュにて)

自称「ディレッタント」の学生だったデプロージュは、バカロレアに落第しているが、母親から受け継いだ批判精神や知的好奇心は依然として旺盛だった。
アルジェリアでの28か月間兵役に服し、1959年に除隊したが、この兵役の経験は彼の個人主義的傾向を強めることになった。彼は後に「内務班で生活する前から人間嫌いだったが、「屁のコンクール」をするような人間と28か月も起居を共にした経験から、自分のなかの集団嫌いを確認することになった」と話している。
除隊後、生計を立てる術もなく、キネスティックセラピーを勉強してみたがすぐに飽きて、友だちとフォト漫画を作って発表したり、保険外交員をしたり、「押出法ポリスチレンフォーム」を販売したりと職を転々とした。

### 『ロロール』の記者からテレビ界デビューへ
デプロージュはやがて知り合いのつてで『ロロール (L'Aurore)』の記者の仕事を得たが、間もなく上司のジャック・ペリエに嫌われ、解雇された。同じ出版グループの競馬新聞『パリ競馬 (Paris Turf)』の記者になったが、今度はジャック・ペリエが解雇されたため、後任のベルナール・モロ (Bernard Morrot) に呼び戻され、辛辣なユーモアを交えて最新情報を提供する短いコラムを担当することになった。デプロージュはこのコラムを「轢き殺された猫のコラム」と名付けたが、彼の挑発的で場違いなユーモアに腹を立てた読者から抗議の手紙が殺到した。助け船を出したのはフランソワーズ・サガンだった。彼女は、「私は『ロロール』は読まないけれど、毎朝、デプロージュのコラムだけ読むために買っている」と書いた手紙を編集部に送ったのである。
さらに新聞からテレビにも活動の場を広げることになり、TF1のジャック・マルタン (Jacques Martin) の日曜の風刺テレビ番組「チクリ屋 (Le Petit Rapporteur)」に俳優・ユーモリストのダニエル・プレヴォ (Daniel Prévost) とともに出演することになった。

### ラジオ番組出演
デプロージュは引き続き、ラジオ局「フランス・アンテル (France Inter)」の複数の番組に出演するようになり、執筆活動の場も広げていった。
1978 - 1979年：同じくユーモリストのティエリー・ル・リュロン (Thierry Le Luron) と「アンテナの寄生虫（＝ラジオ放送の雑音）(Les Parasites sur l'antenne)」に出演した。
1980 - 1981年：風刺新聞『シャルリー・エブド』に「外国人は無能だ (Les étrangers sont nuls)」と題するコラムを掲載した。
1980 - 1981年：子供向け番組『子供の島 (L'île aux enfants)』に「子供たちを愚鈍な人間にする」ためのアドバイスを提供する「コルビニウー先生」として登場。この一連のコントから後に『サイクロペード氏の必要な1分間 (La Minute nécessaire de monsieur Cyclopède)』が生まれることになった。

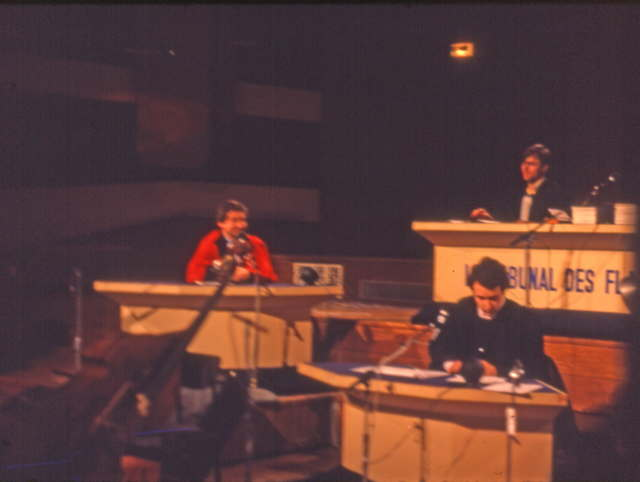
「公然たるたわごとの裁判」(赤い法服がデプロージュ検察官)

1980 - 1983年：「公然たるたわごとの裁判 (Tribunal des flagrants délires)」(公然たるたわごと (flagrant délire) は公然たる犯罪＝現行犯 (flagrant délit) のもじり) で検察官を演じた。クロード・ヴィレール (Claude Villers) が裁判長、ルイス・レゴ (Luis Rego) が弁護士を演じ、毎回、歌手のルノー・セシャン、ヤニック・ノア、俳優のギイ・ブドス、コリューシュ、マルセル・マルソー、風刺漫画家のジャン＝マルク・レゼール (Jean-Marc Reiser)、フランソワ・カヴァナ、シネ (Siné)、政治家のダニエル・コーン＝ベンディット、ジャック・セゲラ (Jacques Séguéla)、ジャン＝マリー・ル・ペン、フランソワ・ミッテラン大統領らの著名人がゲスト出演し、被告席に立たされ、判決を言い渡された（「ゲスト出演者一覧」参照）。
1986年：同じく「フランス・アンテル」でデプロージュ自身が憤りを感じた出来事や人物を風刺した「ありふれた憎しみのコラム (Chroniques de la haine ordinaire)」と題する5分間のコントを放映した。

### テレビ番組出演
1977年3月12日、デプロージュはティエリー・ル・リュロンとテレビ局TF1の「アンテルネージュ (Interneige)」という番組で「炉辺の対談 (Entretien au coin du feu)」と題するコントを放映した。地方選挙の前日にヴァレリー・ジスカール・デスタン大統領が急遽取材に応じることになったため、番組を中断して放映するというシナリオで、大統領役を演じるル・リュロンに、聞き手役のデプロージュがしどろもどろになりながら突拍子もない質問をしている。二人はこれ以後にも同様の設定で「炉辺の対談」を制作し、特に1978年1月1日のTF1のミシェル・ドリュッケール (Michel Drucker) の「日曜のランデヴー (Rendez-vous du dimanche)」では大統領の年頭所感のコントを演じた。
1982年、デプロージュは3か月間、テレビ局FR3の「メルシー、ベルナール (Merci Bernard)」という番組の脚本を担当することになった。この番組名は『ロロール』で再び記事を書く機会を与えてくれたベルナール・モロへの感謝の気持ちを表わしたものである。
1982年から1984年まで、同じくFR3の「サイクロペード氏の必要な1分間 (La Minute nécessaire de monsieur Cyclopède)」という短いコント番組を担当した。実物教育または処世術のパロディーで、テーマは「神の怒りで一儲けしよう」、「無理だと思うけど、聖母マリアを出現させよう」、「無理だと思うけど、フランスの反ユダヤ主義を隠蔽してみよう」、「視覚障害者を聴覚障害者の車椅子に座らせてみよう」などの宗教批判やタブー破りが多い。デプロージュはこの番組の目的を、「フランスを分裂させること、すなわち、愛情のないバカと愛情のあるバカに分けること」と説明している。
デプロージュは亡くなる3か月前の1988年1月9日、ミシェル・ドリュッケールのテレビ番組「シャンゼリゼ」で、急遽彼の代わりに番組のゲストを迎えに出た。当時の著名ミュージシャンが次々と到着し、デプロージュが一人ひとりに挨拶する様子が生中継で放映された。死の数週間前にはユーモリストグループ レ・ニュル (Les Nuls) とともにパロディー広告を撮影したが、メンバーの一人アラン・シャバは後に「撮影は思うようにいかなかった」と回想している。2月にベルナール・ラップの番組「英国風料理 (L'assiette anglaise)」に出演したデプロージュはこれについて、撮影中に肋骨にひびが入ったのだと説明した。

### 舞台活動
ピエール・デプロージュは1975年以降、オランピア劇場でティエリー・ル・リュロンと共演した。1977年から1978年にかけて『ベンチ (Le Banc)』などのコントでエヴリーヌ・グランジャン (Évelyne Grandjean) と共演した。1978年から1979年にかけてはムフタール地区の小劇場で『僕のサラダ菜は青かった (Qu'elle était verte ma salade)』などに主演した。ティエリー・ル・リュロンとはモンパルナス地区のミュージックホール「ボビノ (Bobino)」でも共演している。
また、歌手ダリダの舞台で司会を務め、略歴をコントで紹介したが、ユーモアを解さない彼女の弟（彼女のマネージャーでもあるオルランド）に殺されそうになったという。
1984年にはギイ・ブドスの支援を得て「フォンテーヌ劇場 (Théâtre Fontaine)」で『ほんの少し優しさを感じさせる絶望的な憎しみの叫び (Un cri de haine désespéré où perce néanmoins une certaine tendresse)』を演じ、1986年には「グレヴァン劇場 (Théâtre Grévin)」で『舞台に立つピエール・デプロージュ (Pierre Desproges se donne en spectacle)』を上演した。

### 死と埋葬
1986年、デプロージュは背中に激しい痛みを覚えてその場に倒れ、病院に運ばれた。肺癌を告知されたが、既に両肺に広がっていた。これまで妻のエレーヌはデプロージュに腫瘍を摘出したと説明しただけで真実を告げていなかったが、彼が気付いていたかどうかはわからない。以後、健康は次第に衰え、慢性疲労を抱えながらも強壮剤やビタミン剤を使いながら仕事をこなしていた。1988年3月にようやく公演を中断して入院することになったが、4月18日に亡くなった。
デプロージュと長いつきあいのあったギイ・ブドスは2015年9月4日発行の自著『すべて覚えている (Je me souviendrai de tout)』のなかで医師が「ピエール・デプロージュが死ぬのを手助けした」と書き、さらにマリー・ドリュケールのインタビューでもこれを確認した。なお、フランスでは2005年の「レオネッティ法」により延命治療の中止による消極的安楽死（尊厳死）が認められている。

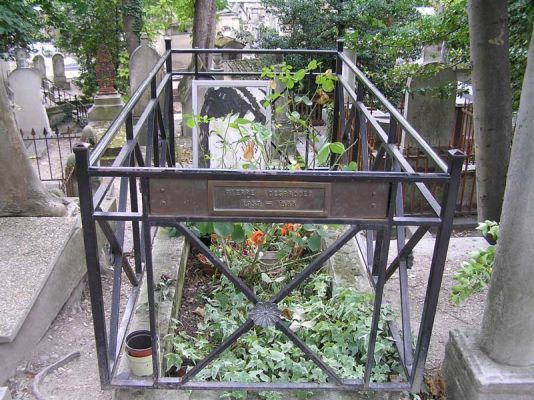
ピエール・デプロージュの墓 (ペール・ラシェーズ墓地)

デプロージュはペール・ラシェーズ墓地に埋葬された。ミシェル・ペトルチアーニの墓の向かいで、フレデリック・ショパン、クロード・シャブロル、（シャルリー・エブド襲撃事件で亡くなった風刺画家カビュの息子で歌手の）マノ・ソロ (Mano Solo) の墓もすぐ傍にある。妻のエレーヌ・ムーラン＝デプロージュは2012年に亡くなり、二人の間にはマリー（1975年生まれ）とペリーヌ（1977年生まれ）の2人の娘がいる。

## ユーモアの特徴

### 辛辣なユーモア
上記のとおり、「何もかも笑い飛ばしていいが、誰彼なく笑いの種にしていいわけではない」というデプロージュの言葉は、彼のユーモリストとしての姿勢を最もよく表わす言葉としてしばしば引用される。先の「公然たるたわごとの裁判」で極右政党「国民戦線」の初代党首ジャン＝マリー・ル・ペンをゲストに招き、被告席に立たせたとき、デプロージュ「検察官」は、「ユーモアが絶望の遠回しな表現であるとしたら、笑いが、あらゆる宗教・宗派の信心に凝り固まった連中が下品だ、悪趣味だと非難するような神聖冒涜であるとしたら、そしてこのような笑いが、神聖視させてきた愚行を暴き、真の悲しみを拭い去り、死ぬほどの苦悩と闘うことだとしたら、そうだ、我々はすべて笑い飛ばしていいし、笑い飛ばさなければならない」と訴えている。
さらに、「笑いとは感情のはけ口である。他人の感情を害するようなことを笑いの種にしてはいけないと言う人がいるが、私には理解できない。笑い飛ばした方が心の痛みは少ないはずだ。夏の終わりにものすごく好きだった人が癌で亡くなった。だけど、癌なんて笑い飛ばさなければならないものだ。イヴ・モンタンを笑い飛ばすのと同じように。私が癌を話のネタにするとき、私は自分にとって身近なものについて話しているのであって、他人が大事にしているものについて話しているのではない」と説明している。
こうしたユーモアの特徴から、彼の個人主義、人生を楽しむ快楽主義、アンチコンフォーミズム（反体制順応主義、反体制）を指摘し、「右派の無政府主義者」と言う者もあるが、彼が挑発を好むのは社会の既成概念を打ち破るためであり、そう簡単に分類できるものではなく、実際、かなりきわどい話題も容赦なく、しかも非常に巧みに扱っている。たとえば、1983年にラッツィンガー枢機卿（後のローマ教皇ベネディクト16世）がテレビ局「アンテーヌ2」（「フランス2」の前身）でのユーモリストらによる宗教批判について非難したとき、デプロージュは枢機卿宛に公開状を書き、カメラの前で読み上げた。彼はこの公開状で「アンテーヌ2」の日曜の宗教番組（特に日曜のミサの生中継）を批判し、さらに「私は言葉をよく選んで書いているつもりだが、ドレス（法衣）をまとった宗教団体がグロテスクな呪いを唱えながらデモをするせいで、こんな言語道断な行いをせず、信心に凝り固まることなく、たわごとをまくしたてることもめったにない少数派の無神論者が軽蔑され、嘲弄されている」と容赦ない言葉でやり返し、最後に「この手紙のコピーを一部『神』宛に転送しよう、厄介なことになるぞ」と書き添えている。

### 主なテーマ
ピエール・デプロージュの主なテーマは、ナチズム、反ユダヤ主義、その他の人種主義（人種差別）やファシズム、フェミニズム、癌、死、そして生きる喜びなどである。
・デプロージュの個人主義は徹底している。先に引用したとおり、「内務班で生活する前から人間嫌いだったが、「屁のコンクール」をするような人間と28か月も起居を共にした経験から、自分のなかの集団嫌いを確認することになった」が、1986年のインタビューでも「個人が集まれば意見が対立する。だからデモに参加したことはないし、陳述書に著名したこともない。たとえ子供たちの将来のためのデモであっても、私は参加しない。ベルギーの風刺漫画家フィリップ・グルック (Philippe Geluck) が「誰かが自分の意見に賛成したら、自分の意見が半分になってしまう気がする」と言った。是非はともかく、まさに私が感じていることだったので、紙に書いて壁に貼っておこうと思う」と話している。
・宗教についても上述の枢機卿宛の公開状に書かれているように、辛辣に批判しているが、「神よ、アインシュタインの霊を休ませ給え・・・、そして私の霊はほっといてくれ」、「神は『隣人を自分のように愛しなさい』と言った。だいたい、神だろうが何だろうが、こういう馴れ馴れしい言い方は大嫌いなんだ」、「神はたぶん永遠だ。ただし、人間のバカさ加減ほどではない」・・・
・ナチズムについては、「人間は常に選択を迫られる。ヒムラーがアウシュビッツからオランダへ向かうときに言ったように、焼却炉か風車かを選択しなければならないのだ」、「このコスモポリタンな世界で浮かれ騒ぐ人々よ、これだけは言っておくが、私は（ユダヤ人やレジスタンス闘士の虐殺の責任者の）クラウス・バルビーとスクラブルをするより、アウシュビッツを笑い飛ばす方がいいと何度でも何度でも繰り返す」、「1945年にすたれたナチズムは --- 1945年はボルドールージュ（赤）の出来が良い年だった、1947年にはナチズムよりもっと良い出来になったが --- 松明と鈴付きののぼり旗を掲げたガチャガチャうるさいカーニバルで人種主義、軍国主義、社会の進歩、そして勤労を推奨した」、「第二次世界大戦中、多くのユダヤ人がナチズム体制に対して断固として敵対する態度を取り続けた ― 私は、誰が何と言おうと、この考えは捨てない」・・・
・政治・政党、特に極右については、「サルトルを読むより（極右の風刺新聞）『ミニュット (Minute)』を読んだ方が経済的だ。『ミニュット』には『嘔吐』も『汚れた手』もあるから」、「左派ほど軽蔑に値するものはない。ただし、右派は除く」・・・
・老い、若さについては、「年を取るのはつらいことだが、良い年の取り方しなければならない。つまり、若い人に迷惑をかけないことだ」、「売春以外はどんな仕事でもした。寝ようとしているときに首に息を吹きかけられるのが嫌だから」、「青春時代とはカフカ的な（悪夢のような）時代である。屈辱的なことに（『変身』のグレゴール・ザムザのように）仰向けの姿勢のまま、何だかんだ言っても結局は、自分の足で立つしかないのだ」、「人間はふさぎの虫だ。若者はその白い幼虫だ」・・・
・軍国主義については、「（第二次世界大戦が勃発した）1939年には既に、フランス人はみんなガムラン陸軍大将がバカだと知っていた。知らなかったのは軍人だけ。これを軍事機密と言う」、「バカに絶望してはならない。ちょっと訓練をすれば、軍人になれるのだから」、「40人の人間がバカな格好をしたらアカデミー・フランセーズ。1000人の人間がバカな格好をしたらフランス軍」・・・
・女性、フェミニズムについては、「男のいない女は自転車のない魚のようなものだ」（無用の長物; 自転車などなくても自由に泳げる）、「米国の過激派フェミニズムの赤本（『毛主席語録』に言及）には、「神は6日目にアダム（人、男）を造った。そして次にこの間違いを修正した（＝女を造った）」と書かれている」、「私は男を知れば知るほどうちの雄犬が好きになる。女を知れば知るほどうちの雌犬が嫌になる」、「私は、女性の政治参加が遅れているのは、女性が政治を軽蔑しているからにすぎないという仮説を提案したい」・・・
・著名人、知識人については、「文化人なんかいなくても立派に生きていける」、「ブラッサンスが死んだとき、私は子供のように泣いた。だが --- 不思議としか言いようがないのだが --- ティノ・ロッシ (Tino Rossi) が死んだ日、私は二度もムール貝のおかわりをした」、「マルグリット・デュラスはバカなことを書いただけでなく、バカなことで映画まで作った」、「ある哲学者が私の質問に答えた。私は自分の質問が何だったのかわからなくなった」、「モーツアルトはあまりにも早熟だった。8歳半で既にラヴェルのボレロを作ったのだから」・・・

## 著書
生前：
- Le Petit Reporter (かけだし記者), 1981年 (『ロロール』に掲載された記事を編集したもの: Paris, Presses de la Cité; 新版: Paris, Seuil,(ISBN 2020490641) (ISBN 2020397145)
- Grandes gueules par deux (でかいツラ÷2), 1981年
- Des femmes qui tombent (倒れる女), 1985年 (小説) (ISBN 2020089742) (ISBN 2020336251)
- La Minute nécessaire de monsieur Cyclopède (サイクロペード氏の必要な1分間), 1995年; 再版1999年 (ISBN 202026093X) (ISBN 2020314274); L'indispensable encyclopédie de monsieur Cyclopède (サイクロペード氏の必須百科事典) というタイトルでDVDに収録。
- Les Bons Conseils du professeur Corbiniou (コルビニウー先生のアドバイス) (ISBN 2020326396)
- Les Réquisitoires du Tribunal des flagrants délires (公然たるたわごとの裁判) 2巻. (CD、DVD、著書) (ISBN 2020686260)(ISBN 2020685361) (ISBN 202068537X) (ISBN 2020628473) (ISBN 2020628589) (ISBN 2020638665))
- Chroniques de la haine ordinaire (ありふれた憎しみのコラム) 2巻 (ISBN 202032041X) (ISBN 2020689057) (ISBN 2020130513)
- Manuel du savoir-vivre à l'usage des rustres et des malpolis (田舎者・無作法者向け処世術マニュアル) (ISBN 2020321289)
- Vivons heureux en attendant la mort (死を待ちながら幸せに生きよう) (ISBN 2020320428) (ISBN 2020066157) (ISBN 2020136325)
- Dictionnaire superflu à l'usage de l'élite et des bien nantis (エリート・金持ち向け不必要な辞書) (ISBN 2020324369)
- Pierre Desproges, La scène (ピエール・デプロージュ, 舞台) (CD 2枚)

没後：
- Fonds de tiroir (引き出しの奥) (ISBN 2020109026)
- Textes de scènes (舞台の脚本) (ISBN 2020326450)
- L'Almanach (生活暦), Paris, Rivages, 1988年, (ISBN 286930269X) (ISBN 2869301685)
- Les étrangers sont nuls (外国人は無能だ) (ISBN 2020336553) (ISBN 2020191350)
- La seule certitude que j'ai, c'est d'être dans le doute (唯一確かなこと、それは疑っているということ) (インタビュー) (ISBN 2020505738)(ISBN 2020345536)
- Pierre Desproges en BD : Françaises, Français, Belges, Belges, lecteur chéri mon amour (漫画家によるピエール・デプロージュ：フランス、ベルギーの愛する読者の皆さま) (ISBN 2874420271)
- Tout Desproges (まるごとデプロージュ), Seuil, 2008年 (ISBN 2020971518、9782020971515)
- Desproges est vivant (デプロージュは生きている) (ISBN 9782757808535)
- Desproges en petits morceaux (小分けデプロージュ) (ISBN 9782757815854)
- Encore des nouilles (また麺か (＝またバカ言ってる) (ISBN 9782357660762) (『フランス料理・ワイン』に掲載された料理コラム ; カビュ、カトリーヌ、シャルブ、リュズ、リス、ティニウス、ウォランスキによる挿絵)
- Desproges par Desproges (デプロージュによるデプロージュ) (主にこれまで未収録の作品), Courroux, 2017年 (ISBN 978-2956017301)